# Планета Любовь
«Планета Любовь» — дебютный студийный альбом российской группы Narkotiki, выпущенный 15 апреля 2009 года.

## О альбоме
10 апреля 2009 года Narkotiki выложили для бесплатного скачивания свой дебютный альбом «Планета Любовь», который позже был выпущен на физических носителях лейблом «Усики Production».  
Русское издание журнала Rolling Stone поставило пластинке 3,5 балла из пяти и сравнило с ранним творчеством «Кирпичей»: «…Песни „Наркотиков“ так же источают неподдельный заряд драйва и свежести, а остроумные тексты уже разошлись на цитаты». 
На песни «Менты Веселятся» и «Пума» были сняты видеоклипы.

## Список композиций
| №                   | Название            | Длительность |
| ------------------- | ------------------- | ------------ |
| 1.                  | «Пума»              | 2:43         |
| 2.                  | «Дайте Это Мне»     | 3:03         |
| 3.                  | «Влюбляемся»        | 3:10         |
| 4.                  | «Менты Веселятся»   | 3:24         |
| 5.                  | «Бесплатно»         | 4:10         |
| 6.                  | «БумБастик»         | 3:22         |
| 7.                  | «Ла-Ла-Ла»          | 2:48         |
| 8.                  | «Пистолет»          | 3:12         |
| 9.                  | «Иосиф Кобзон»      | 4:12         |
| 10.                 | «Забиваю»           | 3:42         |
| 11.                 | «Я Пью Кровь»       | 4:07         |
| 12.                 | «Развлекайся»       | 9:03         |
| 13.                 | «Плэйстэйшн»        | 4:08         |
| 14.                 | «Дайте Это Мне Два» | 3:33         |
| Общая длительность: | Общая длительность: | 54:43        |

## Участники записи
- Андрей Касай — бас-гитара, вокал
- Евгений Горбунов — гитара, бэк-вокал
- Сергей Ледовский — барабаны